# Wiktoria della Rovere
Wiktoria della Rovere (ur. 7 lutego 1622, Pesaro, zm. 5 marca 1694, Piza) – jedyne dziecko Fryderyka Ubalda della Rovere i Klaudii Medycejskiej, wielka księżna Toskanii, dziedziczka księstw Rovere i Montefeltro.
Po śmierci dziadka Franciszka Marii II della Rovere była potencjalną dziedziczką jego księstwa, Urbino, ale papież Urban VIII przekonał go do oddania ziem papiestwu. W zamian Wiktoria otrzymała inne rodowe posiadłości, księstwa Rovere i Montefeltro oraz kolekcję dzieł sztuki.

## Życiorys
Ostatnia z rodu della Rovere, książąt Urbino, urodziła się w Pesaro jako jedyne dziecko Fryderyka Ubalda della Rovere i Klaudii Medycejskiej, córki Ferdynanda I Medyceusza. Otrzymała katolickie wykształcenie.
Została zaręczona ze swoim kuzynem Ferdynandem II w 1623 i poślubiła go w 1634. Gdy zmarł jej dziadek, książę Franciszek Maria II della Rovere, została potencjalną kandydatką do sukcesji księstwa Urbino. Jednakże księstwo zostało włączone do Państwa Kościelnego przez papieża Urbana VIII. Niezależnie od tego, w 1631 roku, Medyceusze otrzymali bogate zbiory dzieł sztuki rodziny della Rovere, obecnie w Uffizi i Pałacu Pitti.
Po przedwczesnej śmierci dwojga dzieci, pojawiły się spory o edukację syna Kosmy, którego Ferdynand chciał wykształcić w nowoczesny sposób. Ostatecznie Wiktoria przekonała męża i kształciła syna w duchu katolickim. Krótko po narodzinach Kosmy, para przeszła w stan separacji, czego przyczyną był fakt przyłapania wielkiego księcia in flagranti z hrabią Brutem della Molerą przez Wiktorię. Para pogodziła się w 1659 roku, czego owocem były narodziny Franciszka Marii, w 1660 roku. Ferdynand i Wiktoria byli nieudanym małżeństwem i mieszkali oddzielnie przez wiele lat.
Wielki książę Ferdynand II zmarł w 1670 roku; po nim tytuł odziedziczył Kosma, ożeniony wcześniej z kuzynką Ludwika XIV, Małgorzatą Luizą. Obie panie rywalizowały ze sobą o władzę. Kosma III przekazał matce zarząd nad bieżącymi sprawami Toskanii, włączając ją formalnie do consulty Wielkiego Księcia (Tajna Rada), co wywołało zazdrość Małgorzaty.
Kiedy Małgorzata Luiza opuściła jej syna w 1675 roku, Wiktoria została opiekunką ich dzieci: Anny Marii, Ferdynanda i Jana Gastona.
Na starość zamieszkała w klasztorze Montalve, znanym jako Villa La Quiete, jak również Villa del Poggio Imperiale. Zmarła w Pizie w roku 1694.

## Potomstwo
W 1634 roku poślubiła Ferdynanda II Medyceusza i została wielką księżną Toskanii. Urodziła mu dwoje dzieci:
1. Kosmę (14 sierpnia 1642 – 31 października 1723) najdłużej panującego wielkiego księcia Toskanii,
2. Franciszka Marię (12 grudnia 1660 – 3 lutego 1711) kardynała, księcia Rovere i Montefeltro.

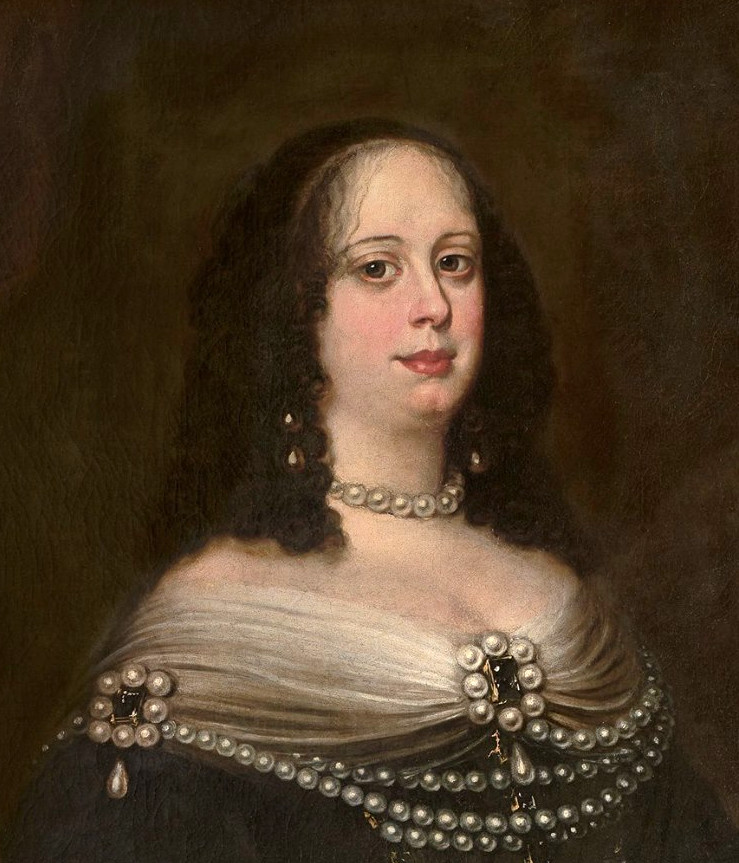
Vittoria
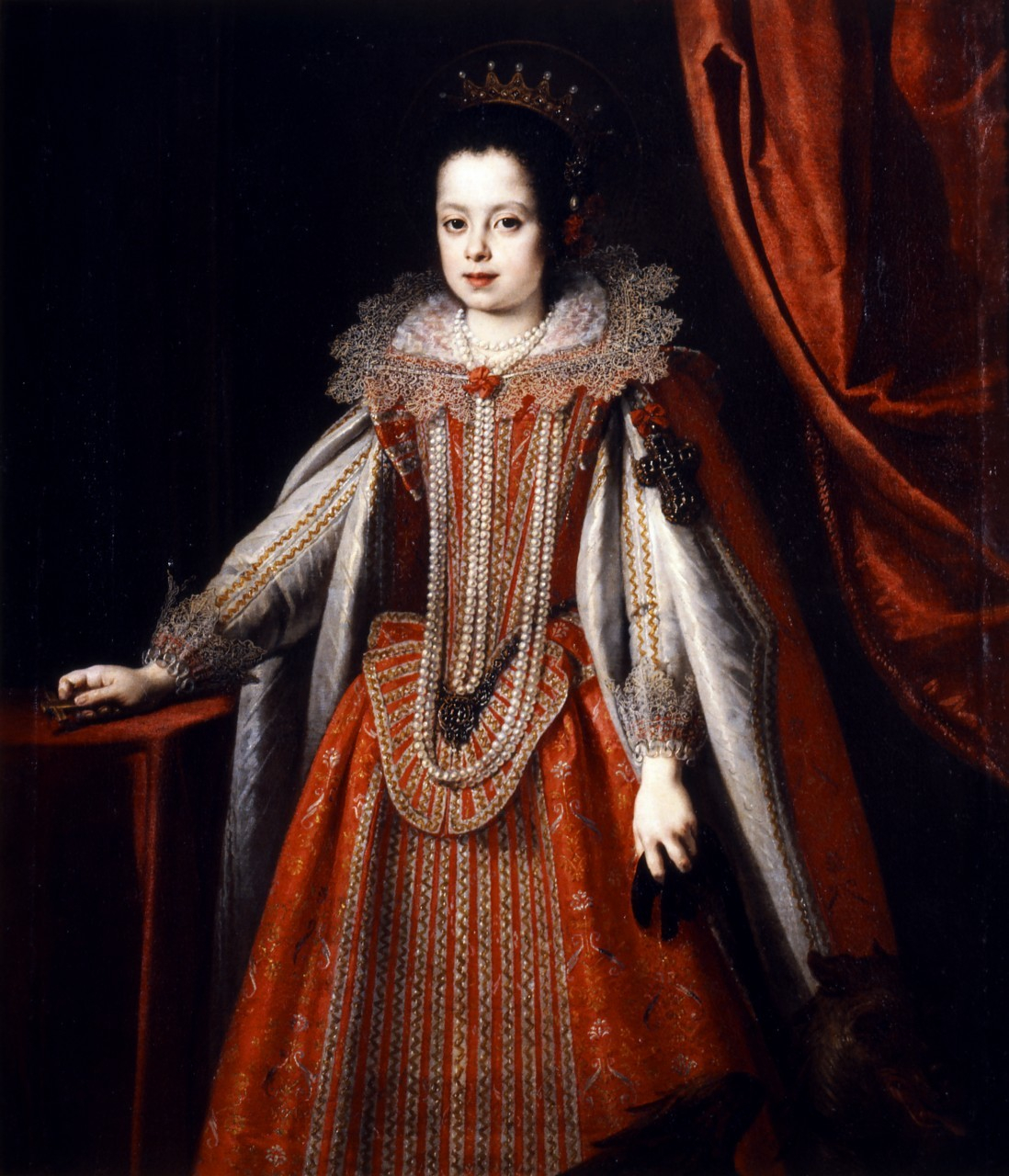
Vittoria jako dziecko
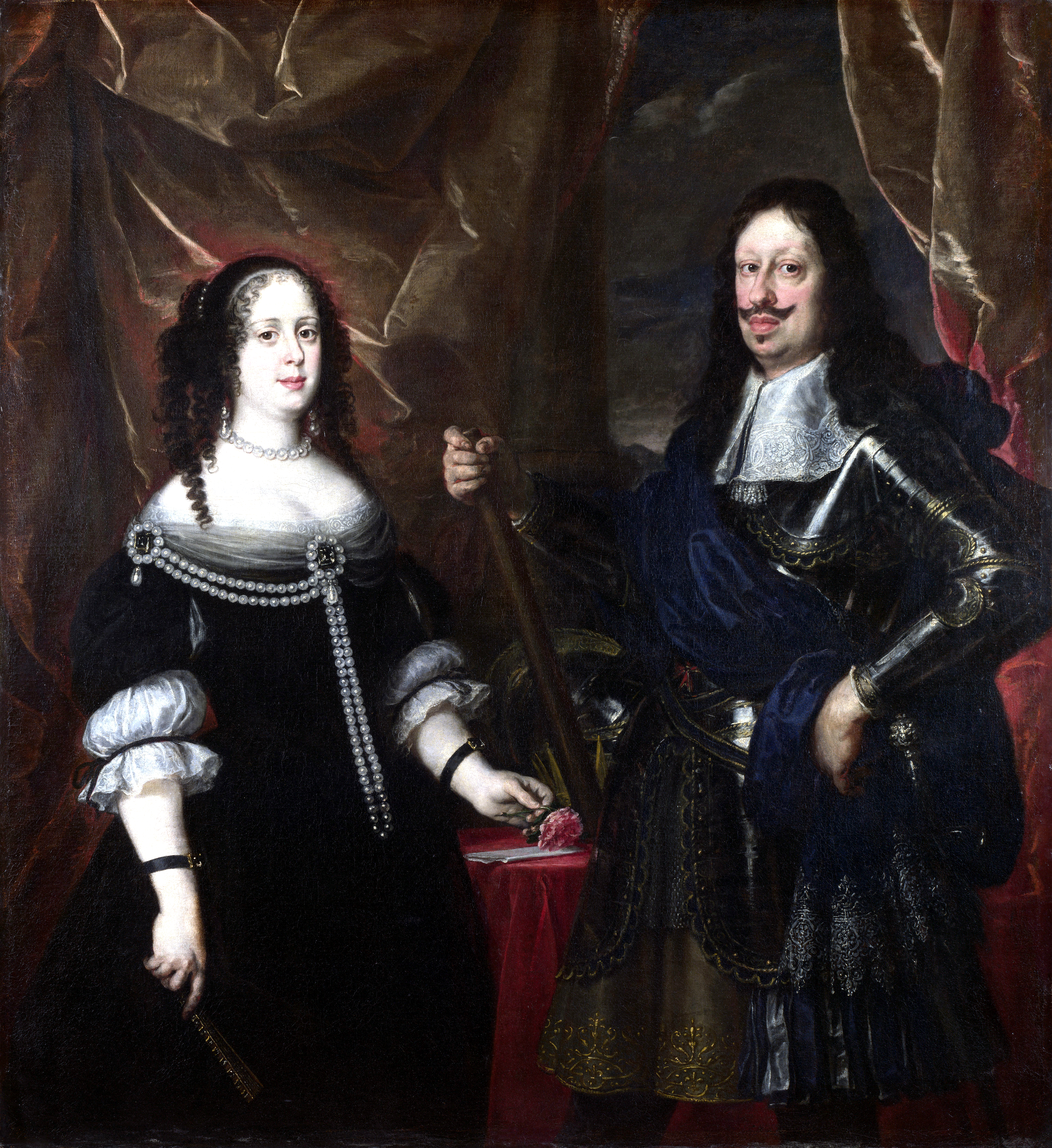
Vittoria i Ferdinando II, Giusto Suttermans, 1660 (National Gallery w Londynie)

Drzewo genealogiczne rodu della Rovere